# Геме
Геме (итал. Ghemme) је насеље у Италији у округу Новара, региону Пијемонт.
Према процени из 2011. у насељу је живело 3499 становника. Насеље се налази на надморској висини од 245 м.

## Становништво
| 1936. | 1951. | 1961. | 1971. | 1981. | 1991. | 2001. | 2011. |
| ----- | ----- | ----- | ----- | ----- | ----- | ----- | ----- |
| 3.948 | 4.105 | 4.154 | 4.014 | 3.978 | 3.816 | 3.722 | 3.617 |